# Pedra de Ledberg
A Pedra de Ledberg (em sueco:  Ledbergstenen; pronúncia aproximada lêdbéri-stênenn) é uma pedra rúnica com texto e gravuras, datada para cerca do ano 1000 – durante a Era Viquingue, e colocada junto à Igreja de Ledberg na Gotalândia Oriental, a 8 km da cidade de Linköping.

## Texto e gravuras
A Pedra de Ledberg contém gravuras e texto nos dois lados maiores, e uma gravura num dos lados laterais.
| Transliteração | Lado A - Bisi satti stæin þannsi æftiR Þorgaut..., faður Lado B - sinn ok þau Gunna baði. þistill/mistill/kistill |
| Tradução       | Lado A - Bisi erigiu esta pedra em memória deTorgöt..., pai Lado B - seu,os dois (Bisi) e Gunna (colocaram a pedra). Tistel, mistel, kistel.                                                                                                |
| Gravuras       | Lado lateral – Uma cruz ornamentada Lados maiores – Cenas em banda desenhada do mito nórdico do Ragnarök (Fim do Mundo). O navio representado poderia ser o Naglfar, e o animal poderia ser o lobo monstruoso Fenrir a devorar o deus Odin. |

Comentários:
A tradução e interpretação do texto tem sido difícil, havendo todavia atualmente um maior consenso entre os especialistas. A frase final "þistill/mistill/kistill" (Tistel, mistel, kistel.) é uma fórmula enigmática, em escrita cifrada ("þmk:iii:sss:ttt:iii:lll:"), que talvez seja uma fórmula mágica para proteger a pedra. A mesma fórmula foi mais tarde encontrada numa pedra rúnica dinamarquesa do século IX - a Pedra de Görlev. Quanto às gravuras, elas poderiam ser a representação mais completa da época de um viquingue, independentemente de se tratar do referido Torgöt ou do próprio deus Odin.